# Elecciones vicepresidenciales de India de 2017
Las elecciones vicepresidenciales de India,  se realizaron el 5 de agosto de 2017. El anuncio estuvo hecho por la Comisión de Elección de India.
El Secretario General de Rajya Sabha, Shumsher K. Sheriff, se desempeñó como Oficial Devorador de la Decimoquinta Elección Vicepresidencial.
El Vicepresidente Mohammad Hamid Ansari completó su segundo mandato el 10 de agosto de 2017. Venkaiah Naidu ganó las elecciones y tomó el juramento como 13º Vicepresidente de la India el 11 de agosto de 2017 en Darbar Hall, Rashtrapati Bhawan, Nueva Delhi.

## Resultados
Luego de la elección, Venkaiah Naidu fue elegido 13.º Vicepresidente de India. Juró al cargo el 11 de agosto de 2017. De 790 escaños en Parlamento de India, 5 escaños estaban vacantes durante la elección.
|  | 67.89 % |

|  | 32.11 % |

|  | 96.82 % |

|  | 1.40 % |

|  | 98.22 % |

|  | 1.78 % |